# Centre de lutte contre l'extrémisme
Le Centre de lutte contre l'extrémisme est une unité du ministère de l'Intérieur de la Russie.
L'unité a été créée par décret n ° 1316 du président de la fédération de Russie le 16 septembre 2008. Connue également sous le nom de Centre E, l'unité se trouve principalement dans le Caucase du Nord et également en Crimée après son annexion en 2014. Aux côtés du Service fédéral de sécurité (FSB), le Centre E fonctionne comme une police secrète. Leur objectif est la lutte contre l’extrémisme. Un exemple de leur travail : les Témoins de Jéhovah en Russie.